# 泉北ニュータウン
泉北ニュータウン（せんぼくニュータウン、英: Senboku New Town）は、大阪府堺市南区および和泉市東部の丘陵地帯に大阪府が計画・建設したニュータウン。

## 概要
大阪府の泉北丘陵住宅地区開発事業によって計画された。
- 事業期間 - 1965年（昭和40年）12月から1983年（昭和58年）3月
- まちびらき - 1967年（昭和42年）12月
- 開発面積 - 約1,557ha（堺市：1,511ha、和泉市：46ha）
- 計画戸数 - 約54,000戸（堺市：53,500戸、和泉市：500戸）
- 計画人口 - 約18万人[3]
- 世帯数・人口 - 55,805世帯、116,367人（2021年（令和3年）12月時点）[2]。

石津川と和田川が形成する2つの侵食谷によって泉北丘陵が3つに大分されるため、泉北ニュータウンは泉ヶ丘（いずみがおか）・栂（とが）・光明池（こうみょういけ）の3地区と16住区で構成されており、各地区に南海電鉄泉北線の泉ケ丘駅・栂・美木多駅・光明池駅が設置されている。
堺市域における居住区は全て同市南区に属し、大阪府道208号堺泉北環状線以北のごく一部だけ同市中区に属している。和泉市域は同市伏屋町・室堂町のそれぞれ東端部に限られる。なお、泉ヶ丘地区の東に隣接する狭山ニュータウン、光明池地区の南に隣接する和泉市光明台・みずき台、南海泉北線の和泉中央駅が設置されている槇尾川以西のトリヴェール和泉は泉北ニュータウンには含まれない。
千里ニュータウンの開発経験を踏まえて、石津川・和田川沿いの集落や水田は当初から保全の方針が取られ、泉ヶ丘地区の丘陵上に位置する高蔵寺の集落（高倉台2丁）と栂地区の丘陵上に位置する日本敷物団地（原山台5丁）も計画地域からは除外された。
他には、
- 独身者向け住居（ヤングタウン）の整備
- 歩車分離交通の更なる徹底
- かつて泉北丘陵一帯に広がっていた日本最大・最古級の須恵器生産地「陶邑窯跡群」についての埋蔵文化財（遺跡）発掘調査の実施
- 泉北考古資料館の設置

などが盛り込まれた。
他のニュータウンと同様、初期入居者の高齢化や都心回帰により、人口は減少傾向にある。

## 歴史
- 1961年（昭和36年） 大阪府が泉北丘陵開発に関する基本構想発表。
- 1964年（昭和39年） 基本計画決定。用地買収が始まる。
- 1965年（昭和40年）
  - 開発計画が正式発表され、大阪府の新住宅市街地開発事業として認可。
  - 大阪府都市開発（現：泉北高速鉄道）が「泉北高速鉄道」設立。
- 1966年（昭和41年）
  - 開発事業起工式挙行。
  - 泉北開発センター設立。
- 1967年（昭和42年）
  - 12月 宮山台の入居始まる[4]。
- 1968年（昭和43年） 泉北高速鉄道線（現・南海電鉄泉北線）の中百舌鳥 - 泉ケ丘間工事始まる。
- 1969年（昭和44年）
  - 1月 竹城台の入居始まる[4]。
- 1970年（昭和45年）
  - 4月 若松台の入居始まる[4]。
- 1971年（昭和46年）
  - 4月1日 泉北高速鉄道線の中百舌鳥 - 泉ケ丘間営業開始。
  - ニュータウン人口が2万人を超える。
- 1972年（昭和47年）
  - ヤングタウン完成（泉ヶ丘地区三原台） - ヤングタウンは社会情勢の変化により、1990年代後半には入居者が減少[5]、大阪府は2001年（平成13年）から2003年（平成15年）頃までに事業を廃止するとともに、管理する建物や施設を解体し、その敷地を民間の不動産会社などに売却した。現在、跡地は分譲マンションおよび東大谷高等学校泉ヶ丘キャンパスとなっている。
  - 1万人収容の泉ヶ丘プールが開業。
  - ニュータウン人口が3万人を超える。
- 1973年（昭和48年）
  - 3月31日 堺市第二清掃工場（後にクリーンセンター南工場）が御池台に竣工、ニュータウンの本格的な入居に伴うごみ量の増加に対応する。[6]
  - 12月7日 泉北高速鉄道線の泉ケ丘 - 栂・美木多間開通。
  - ニュータウン人口が4万人を超える。
- 1974年（昭和49年）
  - 泉ヶ丘センター内に泉北髙島屋とパンジョ開業。
  - ニュータウン人口が7万人を超える。
- 1975年（昭和50年）
  - 電電公社泉北電話局（現・NTT西日本泉北支店）がオープン。
  - ニュータウン人口が10万人を超える。
- 1977年（昭和52年）
  - 8月20日 泉北高速鉄道線の栂・美木多 - 光明池間開通。
  - 泉北光明池地区センター開設。
  - ヤングタウン内に勤労者体育センター開設。
  - ニュータウン人口が12万人を超える。
- 1978年（昭和53年） 泉北保健所（現・南保健所）開設。
- 1980年（昭和55年） 大阪府と堺市が泉北ニュータウン都市施設建設の基本協定締結。
- 1981年（昭和56年） 光明池に府立母子保健総合医療センター開業。
- 1982年（昭和57年） ニュータウン人口が15万人を超える。
- 1983年（昭和58年）
  - 泉ヶ丘図書館（現・南図書館）が開館。
  - 光明池運転免許試験場が開場。
- 1986年（昭和61年） 陶器山トンネルが開通（6月）。泉北ニュータウンと狭山ニュータウンが繋がる。
- 1990年（平成2年） ニュータウン人口が16万人を超える。
- 1991年（平成3年） 阪和自動車道の美原北IC - 堺IC間が開通。
- 1992年（平成4年） ニュータウン人口が164,587人をピークに減少に転じる。[7]
- 1993年（平成5年） 阪和自動車道が岸和田和泉ICまで延伸、開通。
- 1995年（平成7年）
  - 4月1日 泉北高速鉄道線 光明池 - 和泉中央間開業
  - 10月 堺市の泉北ニュータウン東・泉北ニュータウン中・泉北ニュータウン西の各出張所が廃止され、栂地区の桃山台に南支所設置。
- 1996年（平成8年） 泉ヶ丘地区のパンジョ建物が大改修。
- 1998年（平成10年） 泉ケ丘駅の南側にペデストリアンデッキ（くすのきひろば）が完成。後々に辺りの大型施設が繋がる。
- 1999年（平成11年） 泉ヶ丘に府立大型児童館「ビッグバン」が開業。
- 2001年（平成13年）
  - 3月 財団法人「青少年の町」が解散（ヤングタウンの閉鎖となる）。
  - 9月18日 国（厚生労働省）が「国連・障害者の十年（1983～1992年）」を記念し、泉ヶ丘に国際障害者交流センター（ビッグ・アイ）を開設。
- 2006年（平成18年） 堺市が政令指定都市に移行。南支所が南区役所に昇格。
- 2009年（平成21年） ニュータウン人口が14万人を割る。[7]
- 2010年（平成22年） 堺市が泉北ニュータウン再生指針[8]を策定。
- 2014年（平成26年）7月1日 南海電気鉄道が大阪府などから大阪府都市開発の株式を取得し、社名を泉北高速鉄道株式会社に変更。
- 2015年（平成27年）12月5日 泉北高速鉄道が初めての特急「泉北ライナー」を運行開始。
- 2019年 （令和元年）
  - 泉ヶ丘プールが営業終了(閉鎖)。
  - ニュータウン人口が12万人を割る。
- 2020年 （令和2年）
  - 9月1日 原山公園がPFI手法により再整備のうえオープン。なお、前年に閉鎖した泉ヶ丘プールに代わる、新公園施設の屋外プールは、新型コロナウイルスの影響（コロナ禍）などから、営業オープンを見送り[9]。
- 2021年 （令和3年）
  - 4月01日 堺市に移管された大型児童館ビッグバンが「堺市立ビッグバン」として再開業し、指定管理者により運営される。
  - 5月10日 堺市での新型コロナウイルス予防ワクチンの接種が始まり、泉ヶ丘センタービルの地域会場での集団接種や個別接種が行われる。
  - 5月下旬 堺市が泉北ニュータウン再生指針に代わる新指針「SENBOKU New Design（センボク・ニュー・デザイン）」[10]を策定。
- 2022年 （令和4年）
  - 4月 南海電気鉄道株式会社の複合施設「泉ヶ丘ひろば専門店街」北側・東側既存建物を建て替える「泉ケ丘駅前活性化計画」事業が着工される（2025年9月竣工予定）[11][12]。
  - 7月1日 - 8月31日 原山公園屋外プールが初めてオープン[9]

## 構成地区・住区
先述の通り泉ヶ丘・栂・光明池の3地区とその中に含まれる16住区から構成されている。
住区名は土地の歴史に則ったうえで、先に開発された千里ニュータウンにならい「〇〇台」で統一された。

### 泉ヶ丘地区

#### 住区
- 堺市南区
  - 宮山台1 - 4丁
  - 竹城台1 - 4丁
  - 三原台1 - 4丁
  - 高倉台1 - 4丁
  - 晴美台1 - 4丁
  - 槙塚台1 - 4丁
  - 茶山台1 - 3丁
  - 若松台1 - 3丁

#### 概要
人口：約53,600人
最も古くから開発され、面積、人口が他の地区より大きく、商業・業務地として泉北ニュータウンの中心的地区。私立の高校や大学も立地。竹城台1丁と三原台2 - 4丁のそれぞれ大阪府道208号堺泉北環状線以北が中区に含まれるが、市街化調整区域のごく僅かな範囲であるため、中区における泉北ニュータウンの人口は0人である。 泉ヶ丘地区の東には狭山ニュータウン（人口：約14,700人）が隣接している。
※人口は2021年（令和3年）12月末現在の堺市・大阪狭山市の統計資料を元に概算。

### 栂地区

#### 住区
- 堺市南区
  - 桃山台1 - 4丁
  - 原山台1 - 5丁
  - 庭代台1 - 4丁
  - 御池台1 - 5丁

#### 概要
人口：約33,400人
区役所、警察署、文化会館を擁する。敷物団地や郊外型商業施設もある。近郊にハーベストの丘が控えるなど緑環境にも恵まれる。
※人口は2021年（令和3年）12月末現在の堺市の統計資料を元に概算。

### 光明池地区

#### 住区
- 堺市南区
  - 赤坂台1 - 6丁
  - 新檜尾台1 - 4丁
  - 鴨谷台1 - 3丁
  - 城山台1 - 5丁

- 和泉市
  - 伏屋町3,5丁目（一部地域）
  - 室堂町（一部地域）

#### 概要
人口：約29,400人 ※堺市域のみの人口
福祉施設が集まった障害者福祉エリアのほか、体育館、大阪府立母子医療センター、光明池運転免許試験場などがある。光明池駅前には商業施設が集積している。  光明池地区の南には和泉市光明台（人口：約6,700人）・みずき台（人口：約2,000人）が隣接している。
※人口は2021年（令和3年）12月末現在の堺市・和泉市の統計資料を元に概算。

## 主な施設

### 泉ヶ丘地区
- 公共施設
  - 堺市立ビッグバン（旧大阪府立大型児童館ビッグバン）
  - 国際障害者交流センタービッグ・アイ（ビッグ・アイ）
  - 泉ヶ丘市民センター
    - 堺市立南図書館

  - 日本郵便株式会社泉北郵便局
  - 堺市泉北急病診療センター
  - ハローワーク泉北職業情報コーナー
  - （以下は現存しない施設）
    - 大阪府立泉北考古資料館（2010年に堺市立泉北すえむら資料館、2016年閉館）
    - 泉ヶ丘プール（2019年閉鎖）
    - 堺市南保健センター（2014年1月に南区役所建物へ移転）
    - NTT泉北営業所

- 学校
  - 桃山学院教育大学
  - 帝塚山学院大学（泉ヶ丘キャンパス）
  - 大阪府立泉北高等学校
  - 大阪府立堺東高等学校
  - 帝塚山学院泉ヶ丘高等学校
  - 東大谷高等学校（泉ヶ丘キャンパス）

- 医療機関
  - 堺市泉北急病診療センター
  - 阪和第一泉北病院

- 商業施設
  - パンジョ
    - 泉北髙島屋
    - 紀伊國屋書店泉北店
    - スポーツクラブ「パンジョクラブイズ」

  - 泉ヶ丘ひろば専門店街 （旧ショップタウン泉ヶ丘）
  - ジョイパーク泉ヶ丘
  - コノミヤ泉ヶ丘店

- 公園その他
  - 荒山公園（こうぜんこうえん） - 園内にある多治速比売神社（たじはやひめ - ）の本殿は、国の重要文化財。梅林・桜の名所。
  - 高倉寺宝積院 - 行基により開基。明治期には7院あったが、現在は陶器藩主小出氏の廟所がある宝積院のみとなっている。
  - 添尾メモリアル緑地（そえおメモリアルりょくち） - 中世からある墓地で、かつて陶器・上神谷地域で活動していた添尾聖の集落もあった。
  - 大蓮公園（おおはすこうえん）
  - 小谷城郷土館
  - 桜井神社

### 栂地区
- 公共施設
  - 南区役所・南保健センター
  - 堺市立栂文化会館
    - 堺市立南図書館 栂分館

  - 大阪府警察南堺警察署
  - 堺市消防局南消防署
  - 埋蔵文化財センター
  - （以下は現存しない施設）
    - クリーンセンター南工場（2014年3月末に休止[6]）

- 学校
  - 大阪府立泉北高等支援学校
  - 大阪府立堺西高等学校

- 医療機関
  - 堺咲花病院 [13] （旧近畿大学医学部堺病院）

- 商業施設
  - トナリエ栂・美木多 （旧ガーデンシティを建替え、2019年4月開業）
    - イオンフードスタイル栂・美木多店

  - アクロスモール泉北（旧名称、クロスモール）
    - デイリーカナートイズミヤ原山台店
    - TOHOシネマズ泉北

  - ケーヨーデイツー泉北原山台店

- 公園その他
  - 桃山公園
  - 西原公園 - 桜の名所。
  - 庭代公園
  - 原山公園
  - 御池公園 - 桜と紅葉の名所。

### 光明池地区
- 公共施設
  - 堺市立鴨谷体育館
    - 堺市立南図書館 美木多分館

  - ファインプラザ大阪（大阪府立障害者交流促進センター）
  - 光明池運転免許試験場
  - 泉北高速鉄道光明池車庫

- 学校
  - 大阪府立成美高等学校
  - 大阪障害者職業能力開発校

- 医療機関
  - 大阪母子医療センター
  - 堺市立南こどもリハビリテーションセンター

- 商業施設
  - ダイエー光明池店
  - コムボックス光明池（ジョーシン・ユニクロなど）
    - 松源コムボックス光明池店

  - サンピア（専門店街）
  - 光明池アクト
  - エムズコート

- 公園その他
  - 新檜尾公園
  - 美多彌神社（みたみじんじゃ）
  - 光明池緑地

## 町名の由来
＜出典：＞

### 泉ヶ丘地区
- 宮山台（みややまだい） - 多治速比売神社より
- 竹城台（たけしろだい） - 竹林が広がっていたのと、小谷城跡より
- 若松台（わかまつだい） - 中世の荘園名「若松荘」から
- 三原台（みはらだい） - 「美原・実原」という地名から
- 茶山台（ちゃやまだい） - 「茶屋山」という地名から。眺望絶佳で、林羅山が漢詩を賦している（陶器十景）。
- 高倉台（たかくらだい） - 旧村名の高蔵寺（たかくらじ）より。旧村名は寺院の高蔵寺（現・高倉寺宝積院）に由来。
- 晴美台（はるみだい） - 高台にあり、見晴らしがよいことから
- 槇塚台（まきづかだい） - 槇の木が多かったことと、陶器山七不思議の「黄金塚」にちなんで

### 栂地区
- 桃山台（ももやまだい） - 桃畑が広がっていたことから
- 原山台（はらやまだい） - 地名より
- 庭代台（にわしろだい） - 地名より
- 御池台（みいけだい） - 「御池山」という地名より

### 光明池地区
- 赤坂台（あかさかだい） - 「赤坂」という地名より
- 鴨谷台（かもたにだい） - 鴨谷池より
- 城山台（しろやまだい） - 和田城跡より
- 新檜尾台（しんひのおだい） - 地名より。当初『花代台』という地名になる予定だったが、檜尾住民の要望により変更される。『花代公園』にその名残がある。

## 交通

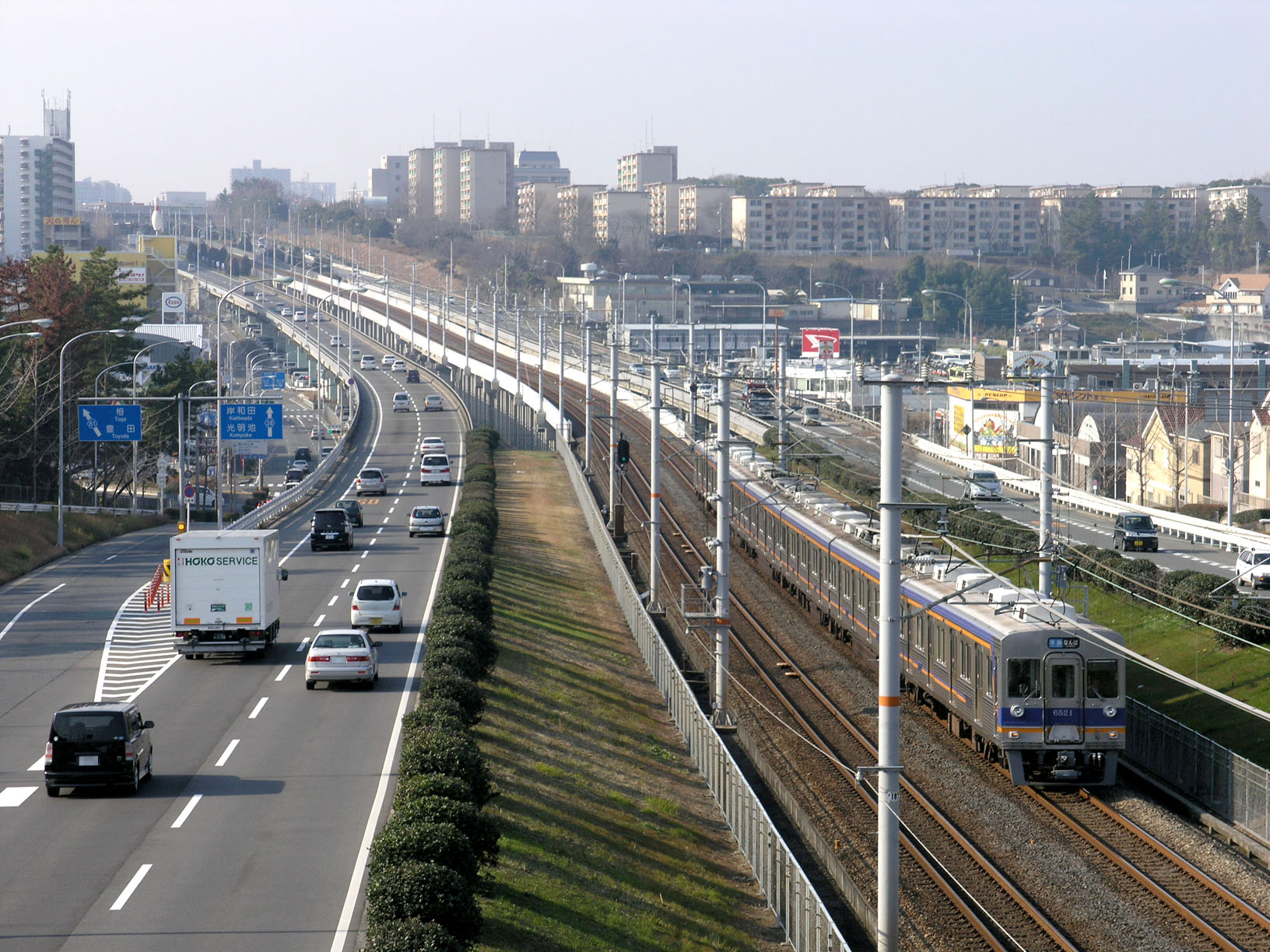
南海泉北線（中央）と府道富田林泉大津線（泉北1号線：両側）
堺市南区若松台にて

### 鉄道
南海電気鉄道
■ 泉北線
- 泉ケ丘駅 - 栂・美木多駅 - 光明池駅

大阪市・堺市都心部へのアクセスには、南海電気鉄道 高野線（泉北線が中百舌鳥駅経由で乗り入れ、南海難波駅まで直通運行）、大阪メトロ 御堂筋線（中百舌鳥駅で乗換え）も間接的に関わっている。

### 路線バス
- 南海バス

ニュータウン内路線やその周辺地域とを結ぶ路線の全てを運行している。泉ケ丘駅、栂・美木多駅を発着する路線は主に泉北営業所が、光明池駅を発着する路線は主に光明池営業所が担当しており、東山営業所・河内長野営業所担当路線も一部に存在する。
また、南海バスは関西国際空港とニュータウン内各駅を経由して金剛駅前を結ぶリムジンバス「Sorae」（空港営業所・光明池営業所担当）や、梅田・なんば・堺東駅前、中もず駅前・深井駅から和泉府中駅前をニュータウン内各駅とその周辺を経由して結ぶ南海深夜急行バス（堺営業所担当）も運行しているほか、コミュニティバスであるめぐ〜る（和泉市）の運行を受託している（堺市ふれあいバスの運行も受託していたが、堺市ふれあいバスは2013年6月末日で廃止された）。泉ヶ丘駅 - 近畿大学病院前 - 金剛駅前間の路線バス250系統は愛称として「コミュニティバス」と名付けられているが、これとは別意味である。
- 和歌山バス・成田空港交通
  - 南海和歌山市駅 - JR和歌山駅 - 泉ヶ丘駅 - 堺駅前 - 堺東駅前⇔横浜駅 (YCAT) - 京成上野駅 - TDS - TDL - 西船橋駅 - 海浜幕張駅

ニュータウン内を発着する唯一の夜行高速バス路線であり「サウスウェーブ号」の便名を持つ。標記の2社による共同運行となっている。路線の変遷等についてはサウスウェーブ号の項参照のこと。

### 主な一般道路
- 泉北1号線

南海泉北線と併走してニュータウン中央部を横断する大動脈。泉ケ丘駅付近を境に以北が大阪府道34号堺狭山線、以南が大阪府道38号富田林泉大津線の各一部区間にあたる。最長で臨海石津町交差点（大阪府道29号大阪臨海線）からフタツ池交差点（大阪府道40号岸和田牛滝山貝塚線）までの区間で用いられる。堺市域では1989年（平成元年）に市制施行100周年記念事業の一環として、泉北1号線の道路愛称が堺市から与えられている。深井小学校前交差点から室堂町北交差点（国道480号）までの区間において、本線は掘割または高架で交差道路を通過するため信号はない。
- 泉北中央線

泉北1号線から大阪狭山市方面へ分岐するかたちをとる大阪府道34号堺狭山線の泉ケ丘駅付近以東区間にあたる。泉北1号線と同様にニュータウン内では掘割または高架で交差道路を通過するため信号はない。亀の甲交差点（国道310号）以東は大阪府道202号森屋狭山線となり、国道309号や国道170号（大阪外環状線）に接続する。大阪狭山市域では狭山池通りの愛称が付けられている。
- 泉北2号線

泉ヶ丘地区と栂地区の間を石津川に沿って南北に通る。大阪府道61号堺かつらぎ線の一部区間に当たり、大池前交差点以北の市道区間を経てJR西日本阪和線津久野駅前に至る。1989年に市制施行100周年記念事業の一環として、泉北2号線の道路愛称が堺市から与えられている。阪和自動車道堺ICおよび堺泉北道路平井出入口・太平寺出入口に接続する。
- 泉北3号線

栂地区と光明池地区の間を和田川に沿って南北に通る。御池台4丁南交差点から栂地区のおおむね西縁部を通って和田川を渡り、光明池地区の北東部を少しかすめて野々井橋交差点に至る。堺咲花病院と南堺警察署の前を通る。
- 泉北4号線・泉北北線・泉北南線

ニュータウンの外周道路となる大阪府道208号堺泉北環状線のうち、光明池地区を南北に通る城山台4丁交差点から赤坂台北交差点までの区間が泉北4号線、ニュータウンのおおむね北縁を通る赤坂台北交差点から晴美台1丁交差点（泉北中央線）までの区間が泉北北線、ニュータウンの南部を横断する晴美台1丁交差点から城山台4丁交差点までの区間が泉北南線となる。警察資料などでは「泉北環状4号線」との記載もある。
※追記
これらの泉北○○線という呼称はあくまでも通称であり、区間などは時代や地図などの資料によって食い違いが見られるため、絶対的なものではない。例えば、当初泉北1号線は深井方向から泉ヶ丘までの区間のみで泉ヶ丘から光明池方面は大阪狭山市方面からの泉北中央線の一部とされていたが、今では一般には上記のように認識されている。

### 高速道路
- 阪和自動車道
  - 15 堺IC
- 堺泉北道路
  - ニュータウンに近い出入口は菱木出入口・太平寺出入口・平井出入口の3箇所である。

## その他
- 堺市（美原区を除く）の街区表示では「○丁目」を「○丁」と表記するのが特徴だが[15]、これは泉北ニュータウン地区にも該当する。 （例：宮山台三丁、原山台五丁など）
- 「泉北音頭」という音頭があり、ひと昔前には、ニュータウン内の小学校などの運動会や地区の盆踊りで踊っていた。